# الحاج أحمد
 الحاج احمد باريكلا المعروف أيضًا باسم الحاج ولد احمد (الداخلة، 1957) سياسي ودبلوماسي صحراوي.
أصبح منذ 26 أبريل 2020، هو السكرتير الأول لحركة صحراويون من أجل السلام  التي تم تأسيسها في أبريل 2020 والتي تطالب باتفاق سياسي بين الأطراف، والتزامات بـ «الحلول الممكنة» مع ضمانات دولية تتضمن خيارات تقرير المصير. عمل في العلاقات الخارجية لجبهة البوليساريو منذ عام 1985، حيث تم تعيينه عام 1986 ممثلاً لجبهة البوليساريو في إسبانيا ولاحقًا سفيرا لدى فنزويلا. في عام 2007، تم تعيينه وزيرا للجمهورية العربية الصحراوية الديمقراطية للعلاقات مع أمريكا اللاتينية ومنطقة البحر الكاريبي، وفي عام 2011 وزيرا للتعاون، وهو منصب استقال منه بعد ستة أشهر، بعدها التحق من جديد في مهام أخرى للخارجية في أمريكا اللاتينية.
في 2017، أسس مع مجموعة من الاطر المدنية والعسكرية، المبادرة الصحراوية من أجل التغيير، طالبا الاعتراف بها كتيار سياسي داخلي لجبهة البوليساريو.

## السيرة الذاتية
ولد في الداخلة، المعروفة إبان الفترة الاستعمارية باسم بيياثيسنيروس. وهو الابن الأصغر للصحراوي البارز أحمد ولد باريكالا، الذي كان عضوا في الجيش الإسباني  (تروبات نوماذاس) وهو أحد الشخصيات البارزة التي طالبت باستقلال الصحراء الغربية  وهو شقيق دبلوماسي البوليساريو البوخاري أحمد (1952-2018).
نشأ في الداخلة. على الرغم من أنه واكب عائلته في العديد من المناطق المختلفة الداخلية (اوسرد، تشلة، العركوب. الخ) حسب مهام والده، يشرح
بدأ دراسته الثانوية في الداخلة وأكمل دراسته الثانوية بالعيون. مصاب بمرض بالربو، اصطحبه أخوه البخاري إلى قلب الصحراء ذات المناخ الجاف للتخفيف من نوبات الربو.
كانت أولى اتصالاته مع جبهة البوليساريو خلال أيام دراسته الثانوية في الداخلة. عندما غادرت إسبانيا إقليم الصحراء الغربية، ذهب مع عائلته التي استقرت في مخيمات اللاجئين الصحراويين. بعد خوض فترات التدريب، ي اواخر عام 1978 بدأ العمل في قسم الاعلام. في عام 1985 انضم إلى السلك الدبلوماسي. وفي اواخر عام 1986، تم تعيينه ممثلاً لجبهة البوليساريو في إسبانيا. كانت وجهته التالية أمريكا اللاتينية أولاً كسفير في فنزويلا، ثم في عام 2007 عين وزيرًا للجمهورية العربية الصحراوية الديمقراطية للعلاقات مع أمريكا اللاتينية ومنطقة البحر الكاريبي.   ظل في هذا المنصب حتى نهاية 2011 عندما تولى وزارة التعاون، وهو المنصب الذي شغله لمدة ستة أشهر قبل تقديم استقالته. عاد إلى عمله في الخارج مرة أخرى حتى عام 2015.
في تلك الفترة، أوضح في مقابلة عام 2020، عندما بدأ ينأى بنفسه عن قيادة البوليساريو بعد رسالة نشرت بمناسبة المؤتمر الرابع عشر.

### المبادرة الصحراوية من أجل التغيير
في عام 2017، أسس مع مجموعة من الاطر المدنية والعسكرية المبادرة الصحراوية من أجل التغيير، وقدمت نفسها على أنها «معتدلة وإصلاحية وتجديد» تطلب الاعتراف بها كتيار سياسي داخلي لجبهة البوليساريو بهدف «إثراء النقاش الداخلي ومنعها من الانغلاق على الباطل»، شجب«إساءة استخدام السلطة» و«الاستراتيجيات الخاطئة» للقيادة الحالية. 
في يونيو 2019، عُقد أول اجتماع في سان سيباستيان (إسبانيا) وحذر البيان الرسمي المعتمد من المبادرة الصحراوية من اجل التغيير  من «عدم وجود آليات ديمقراطية ذات مصداقية قادرة على توجيه النقد» في البوليساريو، «تدهور الخدمات الاجتماعية في المخيمات.»، تهميش الشباب (60٪ من السكان) أو«نمو الفساد والقبلية». 
وفي 17 يونيو،  تم اعتقال مولاي أبا بوزيد في مخيمات اللاجئين بعد تجمع حاشد خارج مكاتب المفوضية السامية للأمم المتحدة لغوث اللاجئين في رابوني، العاصمة الإدارية لمخيمات اللاجئين، للمطالبة بحرية التعبير والتنقل. وبعد يوم، تم اعتقال كذلك الفاضل بريكة، المولود في الصحراء، 51 سنة، بجواز سفر وجنسية إسبانية، تم اعتقال منتسبي  المبادرة الصحراوية من أجل التغيير. الاتهامات الموجهة ضد المعتقلين تتعلق بانتقادهم على مواقع التواصل الاجتماعية، إدارة وتسيير بعض قادة جبهة البوليساريو ”، نددت المبادرة الصحراوية من اجل التغيير، في رسالة إلى هيومن رايتس ووتش غير الحكومية، على الرغم من أن جبهة البوليساريو لم تقدم تفسيراً حول الاعتقالات.
بعد المؤتمر الخامس عشر، الذي عقد في ديسمبر 2019، عندما رأى أن أي محاولة للتغيير من الداخل هي مستحيلة، بدأ  الحاج أحمد عملية تفكير ونقاش بلغت ذروتها في تأسيس حركة صحراويون من أجل السلام، في 22 أبريل 2020. 
ففي مقابلة له عام 2020، ندد بالوضع المتميز لبعض قادة جبهة البوليساريو وحالة الأمن والقمع في سجون البوليساريو السرية، والتي أكد أنه علم بها بشكل خاص قبل عام في حالات محددة.  ويشير إلى أن «نتمنى من البوليساريو، كما ينبغي، البدء في التعايش مع أفكار أخرى وتيارات سياسية مختلفة، بدلا من التخندق في مواقف وممارسات غير عقلانية».

## حركة صحراويون من أجل السلام
منذ تأسيسها في 22 أبريل 2020، يشغل الحاج أحمد منصب السكرتير الأول لحركة صحراويون  من أجل السلام، وهي حركة تستنكر «الركود المستمر وعدم وجود آفاق فيما يتعلق بحل المشكلة الصحراوية».

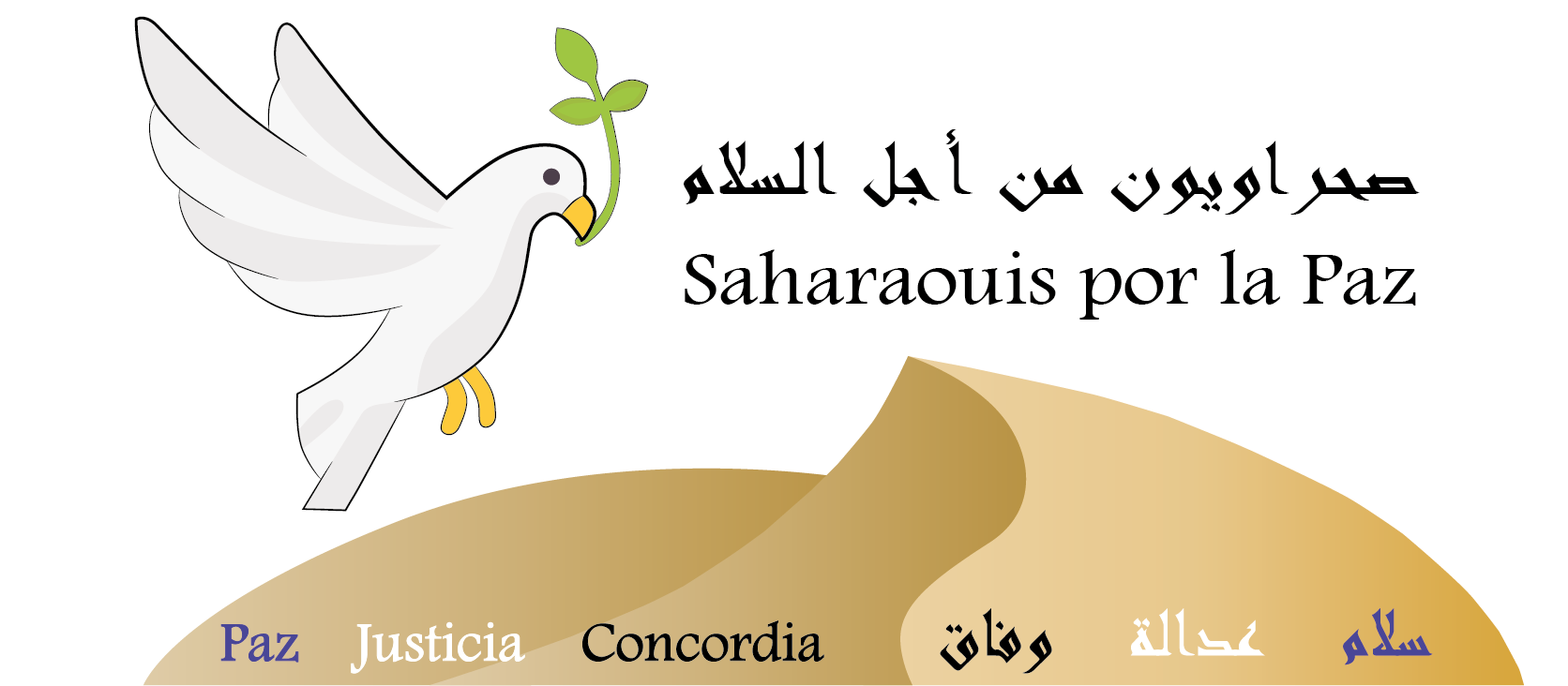
صحراويون من أجل السلام

يؤكد البيان التأسيسي للحركة الصحراوية من أجل السلام، أنه في المؤتمر الخامس عشر لجبهة البوليساريو كان من الواضح أن النظام السياسي أو الحركة التي وجهت مصائر شعبنا في السنوات الخمسين الماضية قد استنفدت وبدون القدرة على التجديد، ولا الرغبة في الانفتاح على الأفكار أو المبادرات الجديدة، التي ستخرج شعبنا من النفق الذي هم فيه ويوجههم نحو مستقبل أفضل، مستقبل الحرية والتقدم.
بالنسبة لهذه الحركة، يتضمن حل الصحراء الغربية «اتفاقًا سياسيا بين الأطراف، مع ضمانات دولية، تتضمن خيارات تقرير المصير. ويجب أن يشمل أيضًا خطة إعادة إعمار شاملة، وإطلاق مشاريع تنموية جديدة وانشاء بنى تحتية اقتصادية واجتماعية، كما يشمل عودة اللاجئين الصحراويين في ظروف تضمن لهم الحرية والكرامة».
من بين المبادئ والقيم التي تؤمن بها الحركة السياسية “صحراويون من اجل السلام”، المرافعة عن التعايش، قيم المساواة، والتوزيع العادل للثروة، بالإضافة إلى حماية الحقوق الإنسانية والاقتصادية والاجتماعية والثقافية للسكان. 